# Jan van der Vucht
Jan van der Vucht, né en 1603 à Rotterdam où il est mort en 1637, est un peintre néerlandais du XVIIe siècle.

## Biographie
Né en 1603, il travaille à Delft, et se fixe à La Haye en 1632. Il décède dans sa ville natale en 1637. Il est l'élève de Bartholomeus van Bassen qui lui a appris les règles de l'École d'Anvers dont il était originaire. Il se marie à La Haye en 1624. Il prend pour élève Anthonie de Lorme en 1627.

## Œuvres
La plupart des œuvres qui lui sont attribuées représentent des intérieurs d'églises. Il effectue quelques représentations d'églises gothiques imaginaires, mais il produit surtout des intérieurs d'églises classiques imaginaires également. La dimension religieuse l'intéresse peu. Par contre, il privilègie l'étude des architectures. Il marque un intérêt certain pour le détail des voûtes, avec plus d'attention, de variété, et d'expression que son maitre van Bassen.

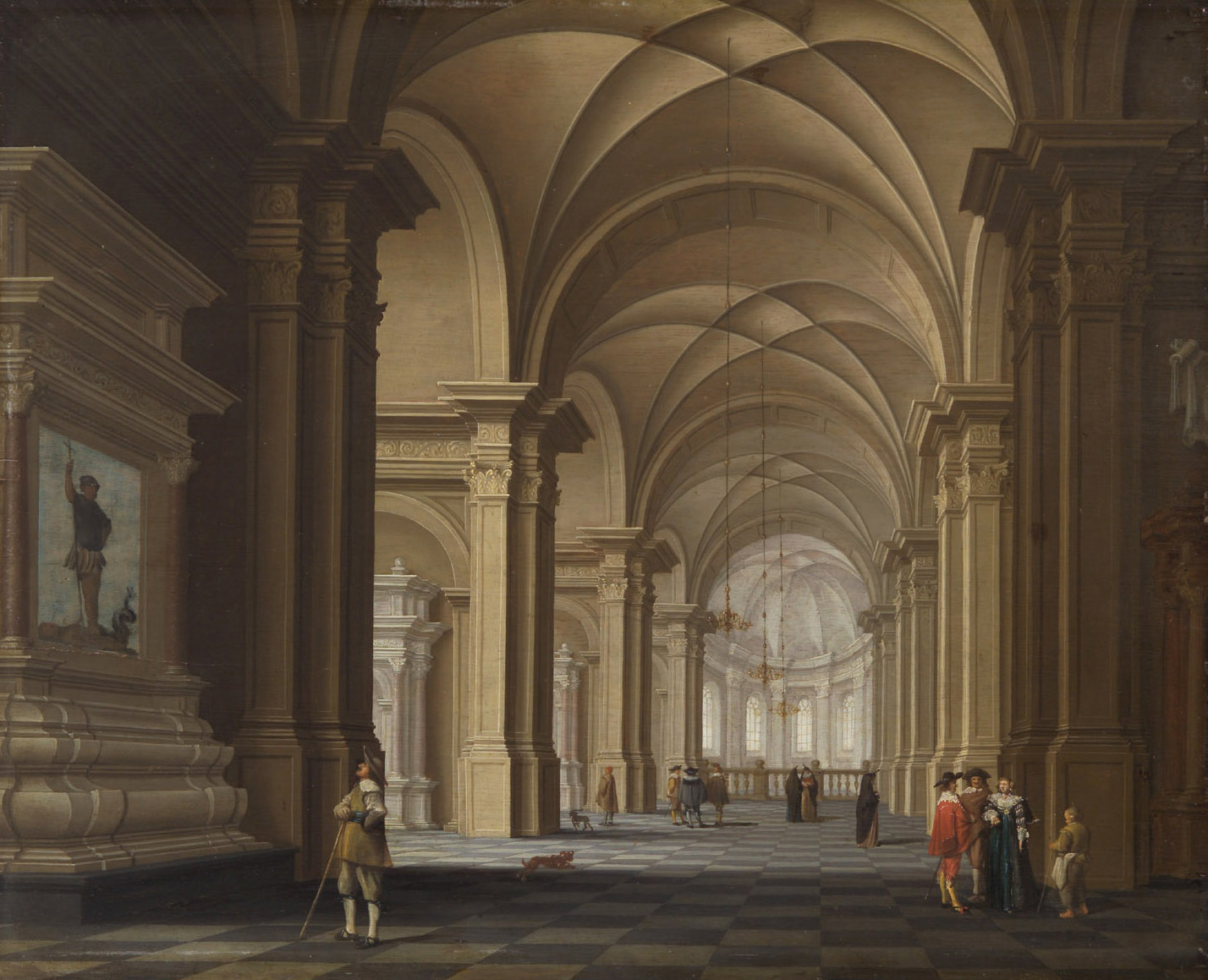
Intérieur d'une église gothique (n. d., musée d'Histoire de l'art de Vienne).

Parmi ses sources d'inspiration il faut citer Hans Vredeman de Vries et Van Steenwijck le Jeune, tous deux issus de l'École d'Anvers. En effet, certains de ses tableaux sont influencés par les règles de représentation du premier quart du XVIIe siècle : la composition est basée sur un seul point de fuite, parfois un peu décentré. Ces règles proviennent de l'École d'Anvers et ont été apportées et diffusées par van Bassen.
Actuellement, on dénombre environ 55 tableaux identifiés ou qui lui sont attribués. On retrouve certaines constances dans sa production autour de trois thèmes qui reviennent sans cesse :
- une nef centrale avec deux constructions architecturales une à gauche l'autre à droite comportant souvent un ou deux vitrail chacune ;
- une nef centrale comportant entre autres un petit dôme ouvert ou non sur un ciel bleu ;
- une nef centrale, des personnages entrant à droite ou à gauche et/ou un tombeau souvent placé à gauche.

Les personnages qui peuvent être d'Antoine Palamedèsz (1601-1673) sont souvent représentés de petite taille ce qui donne une plus grande envolée à l'architecture.